# Мпика
Мпика — город в северной провинции Замбии, расположен между ущельем Мучинга на востоке и обширными равнинами Миомбо на западе.
Основан на стыке прежней Великой Северной дороги — предшественницы Шоссе Каир-Кейптаун и Танзамского шоссе, направляющегося к портовому городу Дар-эс-Салам (Танзания).
Также в Мпике имеется железнодорожная станция на проходящей через неё Танзанийско-замбийской железной дороге и аэродром.
В городе проживает около 40 000 жителей (2008 год), население района составляет 150 000 человек. Район Мпика является крупнейшим районом Замбии, плотность населения составляет менее 4 человек на квадратный километр.
Знаменитыми уроженцами Мпики являются:
1. Каунда, Бетти — известная борец за независимость и первая леди Замбии
2. Майкл Сата — президент Замбии в 2011—2014 годах.